# Luis Cárdenas
Luis Alberto „Mochis” Cárdenas López (ur. 15 września 1993 w Los Mochis) – meksykański piłkarz występujący na pozycji bramkarza, od 2019 roku zawodnik Monterrey.